# Boom Clap
"Boom Clap" é uma canção da cantora e compositora inglesa Charli XCX para seu segundo álbum de estúdio Sucker. A canção foi lançada no dia 17 de junho de 2014 como single no iTunes, juntamente com o filme A Culpa É das Estrelas, onde a canção faz parte da trilha sonora.

## Composição e promoção
A canção foi escrita pela própria Charli XCX (Charlotte Aitchison, Charli XCX como compositora), Fredrik, Berger, Patrik Berger e Stefan Gräslund. Inicialmente, a canção foi escrita para o primeiro álbum de XCX, True Romance, só que mais tarde a canção foi oferecida para atriz e cantora Hillary Duff para seu álbum novo que deve estrear ainda em 2015, porém a assessoria de Duff recusou a oferta da canção. Então XCX decidiu gravar a canção para contribuir com a trilha sonora do longa-metragem A Culpa É Das Estrelas. Em uma entrevista mais tarde, Duff disse que não tinha conhecimento da oferta da canção de XCX para ela, se soubesse, teria aceitado gravar a canção.

## Vídeo musical
A direção do clipe de "Boom Clap" ficou por conta de Sing J. Lee. A gravação  do clipe ocorreu em Amsterdã, e foi oficialmente lançado no dia 02 de junho de 2014 no canal oficial da cantora no YouTube. O vídeo apresenta uma nova versão da música, com uma produção um pouco diferente da original, que foi lançada somente na versão single no Reino Unido, e no álbum Sucker.

## Recepção da crítica
O site 4Music, disse que a canção é "infecciosa" e ótima para dançar numa pista de dança, e que contrasta versos em voz baixa cantadas com um grande coro repleto de "atitude", resultando em uma música mais "cativante" do que "aplaudível".

## Performance comercial
No dia  21 de junho de 2014, a canção apareceu na posição #62 da Billboard Hot 100, sendo esta a primeira vez de XCX À aparecer na lista da Billboard. No dia 28 de junho de 2014, sua canção saltou de #62 para #29, tornado assim seu primeiro top-40 hits da Billboard. Atualmente, a canção chegou a #8 na lista da Billboard, fazendo XCX aparecer na lista TOP 10 do site. A canção já vendeu mais de um milhão de cópias nos EUA, ficando na parada TOP 40 das rádios do país. No Reino Unido, a canção já vendeu mais de 200 mil cópias, recebendo Certificação de Platina.

### Apresentações ao vivo
XCX perfomou a canção pela primeira vez no The Fault In Our Stars Live Stream Event no dia 14 de maio de 2014. Também cantou a música na abertura da trigésima primeira edição do MTV Video Music Awards em 24 de agosto de 2014.

## Faixas
* Download digital (iTunes):
1. "Boom Clap" (02:49)

* EP
1. "Boom Clap" (Aeroplane Remix) - (05:14)
2. "Boom Clap" (ASTR Remix) - (03:19)
3. "Boom Clap" (Surkin Remix)- (03:40)
4. "Boom Clap" (Elk Road Remix) - (03:40)
5. "Boom Clap" (Cahill Remix) - (05:28)

*CD Single
1. "Boom Clap" - 02:49
2. "Boom Clap" (Aeroplane Remix) - (05:14)